# Simon Tunsted
Simon Tunsted (mort en 1369) est un frère franciscain, théologien, philosophe et musicien anglais. La paternité du Quatuor Principalia Musicae, traité sur la musique, lui a longtemps été attribué.
Il naît à Norwich bien que l'on ignore sa date de naissance. À Norwich, il rejoint un monastère de frères gris et devient docteur en théologie. Il devient maître des Minorités à Oxford (en 1351) et meurt à Bruisyard dans le Suffolk. Il était le vingt-neuvième supérieur provincial des Minorités en Angleterre.

## Œuvres
Tunsted a écrit un commentaire sur les Météorologiques d'Aristote et amélioré le dispositif de calcul décrit par Richard de Wallingford dans le Tractatus Albionis. Il a aussi longtemps été crédité du Quatuor Principalia Musicae, traité médiéval sur la musique qui énonce les principes musicaux sur lesquels est fondé le mouvement Ars nova, mais cela a été remis en cause du fait de la légèreté des preuves, Tunsted étant simplement cité dans le traité comme un bon musicien.

## Biographie
- Percy Scholes (en), The Oxford Companion to Music, dixième édition, Oxford University Press, 1970

## Source de la traduction
- (en) Cet article est partiellement ou en totalité issu de l’article de Wikipédia en anglais intitulé « Simon Tunsted » (voir la liste des auteurs).